# Jens Meilvang
Jens Meilvang (født 2. april 1981 i Auning) er en dansk ejendomsmægler og politiker. Han har siden folketingsvalget 2022 været folketingsmedlem for Liberal Alliance, valgt i Østjyllands Storkreds. Fra 2005-12 var han medlem af kommunalbestyrelsen i Norddjurs Kommune for Venstre. I 2012 skiftede han parti til Liberal Alliance og har siden været medlem af kommunalbestyrelsen for dette parti.

## Baggrund
Jens Meilvang er født 2. april 1981 i Auning, hvor han også bor i dag (pr. 2022). Han blev uddannet ejendomsmægler fra Randers Handelsskole i 2006 og har efterfølgende arbejdet som statsautoriseret ejendomsmægler. Meilvang er gift og har to børn.
I 2024 blev han udnævnt til Ridder af Dannebrog.

## Politisk karriere
Meilvang blev som 15-årig medlem af Venstres Ungdom. Han blev valgt ind i kommunalbestyrelsen i Norddjurs Kommune for Venstre ved kommunalvalget i 2005. I 2008 stillede han som 27-årig op i et internt kampvalg i Venstre om at blive partiets borgmesterkandidat i Norddjurs, men tabte til Hans Erik Husum. Meilvang blev genvalgt som kommunalbestyrelsesmedlem for Venstre i 2009, hvor han blev formand for kommunens miljø- og teknikudvalg. I 2012 skiftede han parti til Liberal Alliance med begrundelsen, at Venstre efter hans mening havde glemt sine liberale holdninger i kampen om midtervælgerne. Han har siden siddet i kommunalbestyrelsen for LA.
Meilvang var opstillet ved folketingsvalget 2019, men opnåede ikke valg til Folketinget. Ved folketingsvalget 2022 blev han imidlertid valgt ind i Folketinget på det andet af Liberal Alliances tre mandater i storkredsen efter Alex Vanopslagh og før Louise Brown. Meilvang fik 1.642 personlige stemmer - 111 flere end i 2019, hvor hans personlige stemmetal var 1.531.
Ved folketingsgruppens konstituering efter valget blev han landdistrikts- og øordfører samt transportordfører.